# Cas d'abandó dels nens de Sugamo
El cas d'abandó dels nens de Sugamo (巣鴨子供置き去り事件, Sugamo kodomo okizari jiken) va ser un cas d'abandó infantil que va tenir lloc en el Japó en 1988, en la localitat de Sugamo, Toshima. Va ser un succés extensament cobert pels mitjans japonesos i internacionals, així com també la base de la pel·lícula fictícia de 2004 Dare mo shiranai. L'incident va involucrar a una mare que va abandonar als seus cinc fills menors d'edat els noms dels quals mai van ser revelats, i que se'ls va denominar simplement com a nens A, B, C, D i E.

## Antecedents
El nen A, un home, va néixer el 1973, mentre que la nena B el 1981. El nen C va morir poc després del seu naixement el 1984. Les nenes D i E van néixer el 1985 i 1986, respectivament. Tots els nens van ser productes de relacions de la seva mare amb homes diferents, les identitats dels quals no es coneixen. Encara que no és clar, sembla que amb l'excepció del nen A, alguns (possiblement tots) dels altres nens no van ser registrats al registre civil. Cap dels nens tampoc va assistir a l'escola. A la tardor de 1987, després de conèixer a un nou nuvi, la mare va deixar a càrrec al nen A dels seus germans per a anar-se'n a viure amb aquest, deixant-los ¥ 50,000 (al voltant de US$ 350 en aquells dies) per a les despeses que poguessin tenir.

## Descobriment
L'abril del 1988, la menor dels germans, la nena E, va ser assaltada per amics del nen A (coneguts simplement com a amic A i amic B), i va morir a conseqüència de l'atac. El 17 de juliol del mateix any, alertats pel propietari, els funcionaris de Sugamo van ingressar al departament i van descobrir als tres nens restants greument desnodrits, les edats dels quals eren de 14, 7 i 3, respectivament. També van trobar el cos del nen C, però no el de la nena E, ja que la informació donada pels nens era vague. Es va determinar que la desnutrició va ser causada en part per la dieta dels nens, que consistia principalment en aliments comprats en botigues de conveniència.
Com a resultat de la cobertura informativa de l'incident, la mare es va lliurar el 23 de juliol. El seu testimoniatge va revelar que els nens havien estat solos durant uns nou mesos i que desconeixia el parador de la nena E. El 25 de juliol, el testimoniatge del major dels nens va revelar que la nena E havia estat assassinada per l'amic B, i que el seu cos havia estat enterrat en un bosc de Chichibu per ell i l'amic A. Tots dos amics van ser enviats a un reformatori per la participació en la mort de la nena.
A l'agost de 1988, la mare va ser acusada d'abandó infantil. Va rebre una condemna de tres anys, que va ser suspesa per quatre anys. Encara que possiblement el nen A no va ser present en el moment de la mort de la seva germana, va ajudar l'amic A a enterrar el cos, pel que va ser acusat de va abandonar d'un cos. No obstant això i, en consideració de les circumstàncies, el nen A va ser únicament enviat a una escola per a nens amb discapacitats físiques i mentals al costat de les seves germanes. Després de complir la sentència de tres anys, la mare va recuperar la custòdia de les dues filles, però no la del nen, qui per a aquell llavors ja era major d'edat.

## En la cultura popular
La pel·lícula de 2004 Dare mo shiranai, dirigida per Hirokazu Koreeda, presenta un relat fictici i molt menys gràfic que la història veritable. No s'esmenta el nen C, el cos del qual va ser guardat per la mare a l'apartament familiar després de la mort del nen. De manera similar, en comptes de ser assassinada pels amics del nen A, la nena E mor després d'una caiguda accidental. La policia tampoc està involucrada i la pel·lícula acaba amb els tres nens supervivents, ajudats per una amiga, continuant la seva vida empobrida i sense supervisió.